# Томас Гуттер
Томас Гуттер (нім. Thomas Hutter, пол. Thomasz Hutter; 1696 — близько 1746) — скульптор та художник німецького походження з Баварії, який працював у Галичині.

Належав до єзуїтського ордену (1718—1727 рр.). Працював у стилі зрілого бароко в Сандомирі (1720—1724), Познані (1724—1725), Ярославі (тут придбав кам'яницю Орсетті), Лежайську (Польща). Ймовірно, Антон Осинський був його учнем (З. Горнунг стверджував, що в 1736—1740 роках Гуттер доїжджав з Ярослава до Львова, а Осінський був його учнем). З 1741 р. постійно жив у Ярославі, де, ймовірно, помер.

### Роботи

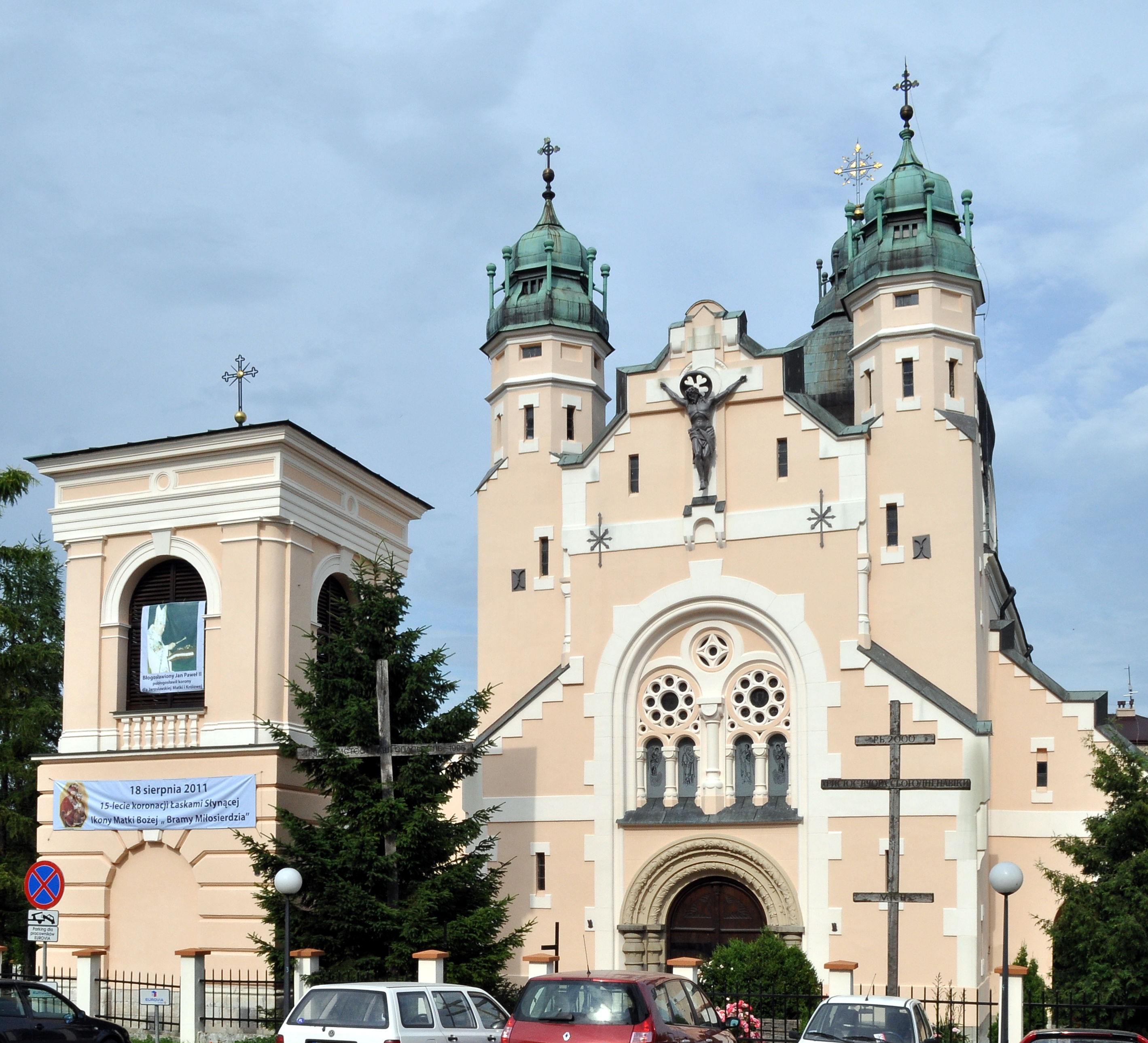
м. Ярослав. Церква Преображення Господнього

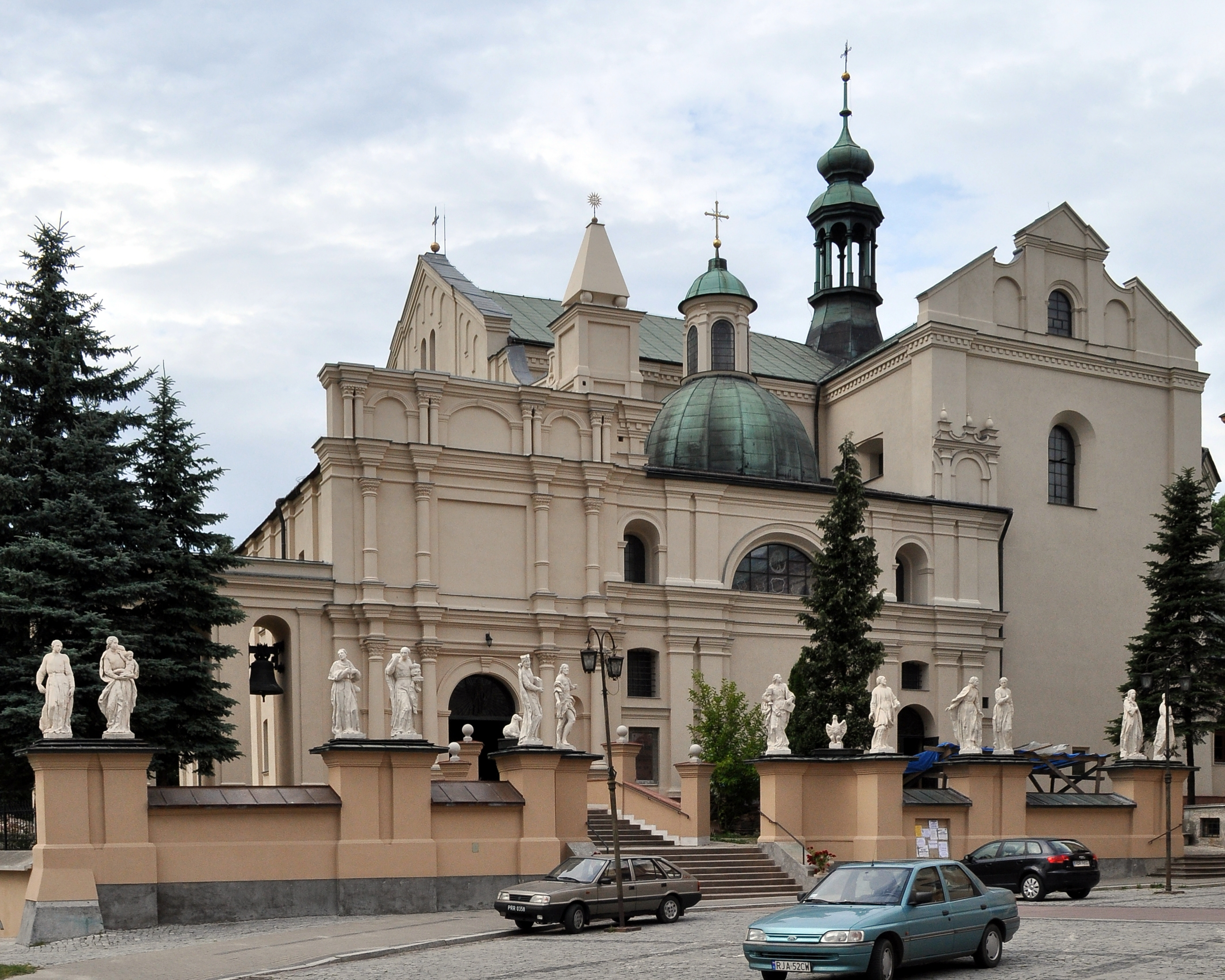
м. Ярослав. Костел Божого Тіла

- Спільно із Конрадом Кутшенрайтером в 1736—1737 рр. виготовляв вівтарі для бернардинського (Святого Яна з Дуклі, Діви Марії, Святого Антонія, Трьох Царів, Святого Андрія та Святого Хреста) та єзуїтського костелів у Львові.
- Скульптури для каплиці князів Вишневецьких у львівській латинській катедрі (1733—1740 рр.).
- Можливо, спільно із Конрадом Кутшерайтером, є автором більшості скульптур із станіславської колеґіати (Івано-Франківськ).
- Автор фігури святого Яна з Дуклі, яка розміщувалася на колоні перед львівським бернардинським костелом (1736 р.).
- Різьблена декорація каплиці святого Станислава в костелі єзуїтів у Сандомирі.
- Вівтарні скульптури у фарному костелі в Перемишлі (1733—1739 рр.)
- Вівтарі та скульптури для фарного костелу в Ярославі, 12 кам'яних скульптур на сходах цього ж костелу
- Скульптури на фасаді греко-католицької церкви Преображення Господнього у Ярославі.
- Різьблена декорація бічних вівтарів для фарного костелу в Переворську
- Бічні вівтарі костелу бернардинців у Ряшеві (зокрема, Якуб Сіто приписав йому авторство різьб вівтаря бичування Христа[5]).
- Ймовірно, автор скульптур святих Петра, Павла та Сальватора Мунді в костелі у Білому Камені.[6]
- Ймовірно, автор скульптур головного вівтаря костелу в Новому Милятині (версія польського дослідника Збіґнєва Горнунґа[7]).

На його праці схожа частина різьбярських робіт у головному вівтарі парафіяльного костелу в Усті-Зеленому.